# Иже под колоколы

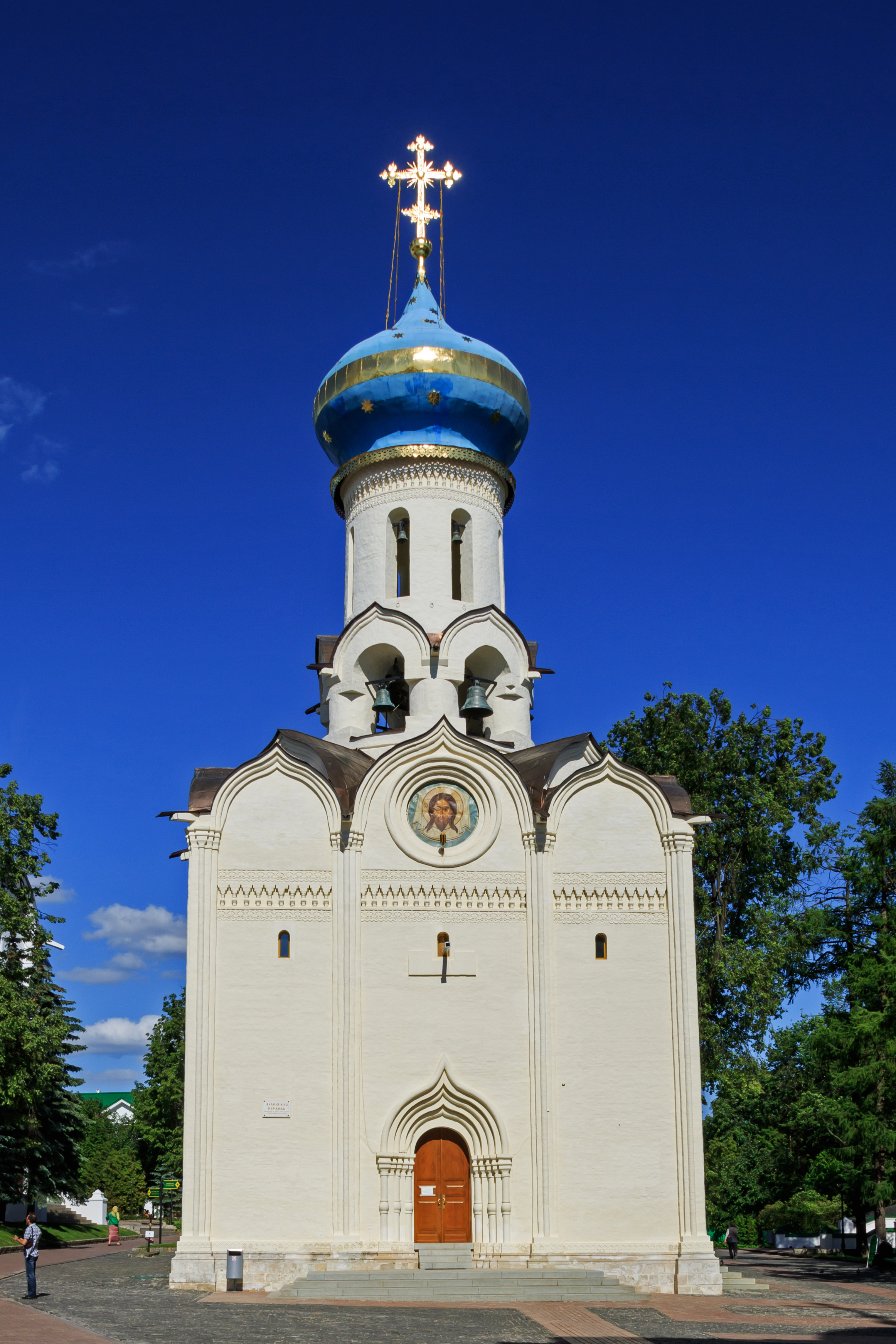
Церковь в честь Сошествия Святого Духа на апостолов в Троице-Сергиевой лавре, 1476

И́же по́д колоколы («который под колоколами», также под зво́ном, подколоко́льный храм) — архитектурный тип храма, получивший широкое распространение в русском церковном зодчестве в конце XV — первой половине XVI века. Отличительный признак храма типа «иже под колоколы» — ярус звона в нём сооружается над самим помещением храма, а не на отдельной башне-колокольне.
Церкви иже под колоколы — оригинальные сооружения, свойственные лишь русской архитектуре и не имеющие аналогов на Западе. Они имеют много разнообразных архитектурных решений, предоставляя большую свободу для зодчего, но в большинстве случаев это небольшие столпообразные храмы.
Такие храмы появились на Руси в XIV веке. Предположительно, первым сооружением такого типа стал храм Иоанна Лествичника в Московском Кремле. Его возвели во время правления Ивана Калиты в 1329 году (не сохранился; к востоку от его местоположения была построена колокольня Ивана Великого).
В число построек данного типа входит церковь в честь сошествия Святого Духа в Троице-Сергиевой лавре, которую возвели в 1476 году.
Несколько храмов «под звоном» были выстроены в стиле «нарышкинского барокко».

## Примеры некоторых храмов «иже под колоколы»
- Церковь Покрова в Филях (XVII век)
- Церковь иконы Божией Матери «Знамение» на Шереметевом дворе (XVII век)
- Церковь Святой Екатерины (Мурино) (XVIII век)
- Большой Златоуст (XIX век)